# How They Stopped the Run on the Bank
How They Stopped the Run on the Bank è un cortometraggio muto del 1911 diretto da Otis Turner.

## Produzione
Il film fu prodotto dalla Selig Polyscope Company.

## Distribuzione
Distribuito dalla General Film Company, il film - un cortometraggio in una bobina - uscì nelle sale cinematografiche statunitensi il 19 ottobre 1911.